# John Ehrenteit
John Amandus Ferdinand Ehrenteit (* 4. Dezember 1885 in Hamburg; † 3. März 1968 ebenda) war ein deutscher Politiker der SPD.

## Leben und Beruf
Ehrenteit wurde 1908 Angestellter als Mitarbeiter und 1911 Vorsitzender (erster Bevollmächtigter) des freigewerkschaftlichen Zentralverbandes der Handlungsgehülfen und Gehülfinnen in Hamburg, der seit 1919 Zentralverband der Angestellten hieß. 1914–1918 Kriegsteilnahme. Auszeichnung mit dem Eisernen Kreuz. 1921 wechselte er als geschäftsführender Landesvorsitzender zum Allgemeinen Deutschen Gewerkschaftsbund. Dieses Amt übte er bis zur Zerschlagung der Gewerkschaften durch die Nationalsozialisten am 2. Mai 1933 aus. Noch am Tage zuvor hatte sich der ADGB in Hamburg auf Ehrenteits Betreiben am Tag der nationalen Arbeit, der NS-Interpretation des Maifeiertages beteiligt.
John Ehrenteit wurde auf dem Friedhof Ohlsdorf beigesetzt. Die Grabstätte im Planquadrat Q 33 liegt nordöstlich von Kapelle 10.

## Partei
Ehrenteit gehörte seit 1905 bis 1933 der SPD an, wo er zum rechten Flügel gezählt wurde. Ende Mai 1933, also noch vor dem SPD-Verbot, trat er aus der Partei aus.

## Abgeordneter
Von 1919 bis 1933 war Ehrenteit Mitglied der Hamburgischen Bürgerschaft. Als Bürgerschaftsmitglied wird er in die Deputation für Handel, Schifffahrt und Gewerbe und der Behörde für das Arbeitsamt gewählt.  Mitglied des Verwaltungsausschusses beim Reichsamt für Arbeitsvermittlung, des gemischten Ausschusses für den Bau von Wohnungen für die minderbemittelte Bevölkerung sowie zur Festsetzung der Mieten (1927) Er verließ gemeinsam mit Hugo Schotte, Georg Amlung, Wilhelm Petersen, Alfred Ehlers und Peter Hass, allesamt ebenfalls Gewerkschaftsfunktionäre, Ende Mai die SPD-Fraktion in der Bürgerschaft. Sie gründete mit Ausnahme von Peter Hass die  Gewerkschaftsfraktion, die sodann bei der NSDAP-Fraktion hospitierte. Am 10. Juli 1933 wurde ihm – wie auch den übrigen Mitgliedern der Gewerkschaftsfraktion – das Mandat aufgrund der „Verordnung zur Sicherheit der Staatsführung“ aberkannt.

### Wohnungsbaugesellschaften
Nach jahrelanger Debatte in der Hamburger Bürgerschaft über das Für und Wider des staatseigenen Wohnungsbaus wurde 1926 ein Kompromiss gefunden, den der Senator Dr. Paul de Chapeaurouge in seiner Funktion als Präses der Beleihungskasse für Hypotheken, für die Hamburger Finanzverwaltung Staatsrat Dr. Leo Lippmann und für die SPD-Fraktion der Bürgerschaft Ehrenteit verhandelt hatten. Die Bürgerschaft fasste auf Initiative Ehrenteits am 14. April 1926 den Beschluss, dass ein Drittel der Gelder, die für den Kleinwohnungsbau vorgesehen waren, an neu zu gründende Gesellschaften fließen sollte. Da Ehrenteit maßgeblich an dem Kompromiss gearbeitet hatte und generell als Wegbereiter des sozialen Kleinwohnungsbaus galt, wurden diese neu gegründeten Gesellschaften zu seinen Ehren Ehrenteit-Gesellschaften genannt.
Von 1926 bis 1933 war Ehrenteit ehrenamtlicher Geschäftsführer der neu gegründeten Gemeinnützigen Kleinwohnungsbaugesellschaft Groß-Hamburg. (GKG). Insgesamt wurden in Hamburg sieben solcher Gesellschaften gegründet: Neben der GKG, aus der später die Neue Heimat Hamburg wurde, gab es noch vier weitere gewerkschaftsnahe Wohnungsbauunternehmen, außerdem mit der Wichern-Gesellschaft eine kirchliche Gesellschaft und mit der Freien Stadt ein Unternehmen, das der DDP nahestand.

## Öffentliche Ämter
Ehrenteit wurde am 26. Juni 1929 in den Senat der Freien und Hansestadt Hamburg, als halbamtlicher Senator, gewählt (→Hamburger Senat 1919–1933). Er legte gemeinsam mit den übrigen SPD-Senatoren am 3. März 1933 sein Amt nieder.

## Veröffentlichungen
- Der Einfluß der Gewerkschaften auf Wirtschaft und Politik, Berlin 1925.